# Incrementalisme
Incrementalisme is een beslissingsstrategie waarbij de beslisser een keuze maakt uit beproefde methodes. Volgens het incrementalisme is het besluitvormingsproces een serie kleine, veelal intuïtieve veranderingen in plaats van enkele grote, zorgvuldig geplande wijzigingen en eerder evolutionair dan revolutionair. Incrementalisme wordt ook wel de theorie van het doormodderen genoemd. Geestelijk vader van het incrementalisme is Charles E. Lindblom, een Amerikaanse emeritus professor aan de Yale University.
De meeste mensen gebruiken het incrementalisme bij alledaagse activiteiten zoals koffiezetten waarbij eventuele problemen stap voor stap worden opgelost. Overeenkomstig het incrementalisme worden problemen bij grote projecten opgelost kort na het ontstaan zonder het volgen van een gedetailleerd stappenplan. Het incrementalisme heeft als voordeel dat negatieve effecten van een verkeerde strategie vrij vroeg onderkend worden en gecorrigeerd kunnen worden. Ook gaat geen tijd verloren aan de planning van overbodige zaken. Het nadeel van het incrementalisme is het risico dat de grote lijn en het zien van verbanden verloren gaat en dat men alleen acute, duidelijke zichtbare problemen oplost  (“brandjes blust” of “pleisters op een houten been plakt”). Een alledaags voorbeeld van incrementalisme is het toepassen van incrementele boekhouding, terwijl een dubbel boekhoudsysteem verkieslijk is.
Producenten gebruiken het incrementalisme soms om producten geleidelijk te veranderen omdat te grote wijzigingen de verkoop van het product kunnen schaden.